# 扁果薹
（學名：Carex urelytra），为莎草科薹草属的植物，为台灣特有植物。